# Rejon charkowski (1923–2020)
Rejon charkowski (ukr. Харківський район) – dawny rejon położony w północnej części obwodu charkowskiego Ukrainy.
Utworzony w 1923, miał powierzchnię 1403 km² i liczył 187 tysięcy mieszkańców. Siedzibą władz rejonowych był Charków.
Na terenie rejonu znajdowały się 2 miejskie rady, 14 osiedlowych rad i 14 silskich rad, liczących w sumie 68 wsi i 22 osady.
Zlikwidowany 19 lipca 2020 roku w ramach reformy administracyjnej. Jego ziemie weszły w skład nowego, większego rejonu charkowskiego.